# Roberta Fiorentini
Roberta Fiorentini (Roma, 22 novembre 1948 – Roma, 23 ottobre 2019) è stata un'attrice italiana, nota soprattutto per il ruolo di Itala nella serie televisiva Boris.

## Biografia
Attrice e regista teatrale, figlia d'arte, nata da Fiorenzo Fiorentini e Lia Alimena. Ha studiato con Christine Linklater, Yoshi Oida e Antonio Calenda. È stata fondatrice e docente per dodici anni della Scuola di Teatro Popolare di Fiorenzo Fiorentini presso il Teatro Petrolini al Testaccio di Roma. In aggiunta ad una carriera di oltre trent'anni nel teatro, ha interpretato diversi personaggi in dozzine di film e in serie televisive. Il personaggio che le ha conferito la fama è quello di Itala, la segretaria di edizione nella serie televisiva Boris, diretta da Luca Vendruscolo, Mattia Torre e Giacomo Ciarrapico.
Ha partecipato a vari film: L'amico di famiglia di Paolo Sorrentino (dove interpreta il ruolo drammatico della madre di Rosalba), Io e lei di Maria Sole Tognazzi (dove interpreta la madre di Sabrina Ferilli), Un matrimonio da favola di Carlo Vanzina (per la quale ha ottenuto una buona critica: "la coppia Max Tortora e Roberta Fiorentini [...] maschere dell'imbarazzo degne della miglior commedia all'italiana. Quasi quasi si vorrebbe che l'intera storia ruotasse intorno a loro"), Henry di Alessandro Piva, ed SMS - Sotto mentite spoglie di Vincenzo Salemme (dove interpreta per la seconda volta la madre di Enrico Brignano).
L'ultimo ruolo è stato nel film Natale a 5 stelle, scritto da Carlo ed Enrico Vanzina, dove per la seconda volta ricopre il ruolo della madre del personaggio interpretato da Ricky Memphis.
Dopo una lunga malattia, è deceduta nel quartiere di Porta Portese, dove viveva da tempo, a Roma il 23 ottobre 2019. I funerali si sono celebrati dopo due giorni alla Chiesa degli artisti in piazza del Popolo a Roma. Riposa al cimitero Flaminio.

## Filmografia

### Cinema
- La vita in gioco, regia di Gianfranco Mingozzi (1972)
- Antonio Gramsci - I giorni del carcere, regia di Lino Del Fra (1977)
- Yes, Giorgio, regia di Franklin Schaffner (1982)
- Amami, regia di Bruno Colella (1993)
- Monella, regia di Tinto Brass (1998)
- Fede cieca, regia di Stefano Coletta – cortometraggio (2001)
- L'amico di famiglia, regia di Paolo Sorrentino (2006)
- SMS - Sotto mentite spoglie, regia di Vincenzo Salemme (2007)
- Due vite per caso, regia di Alessandro Aronadio (2010)
- Henry, regia di Alessandro Piva (2010)
- Boris - Il film, regia di Giacomo Ciarrapico, Mattia Torre e Luca Vendruscolo (2011)
- Sweet Dreams, regia di Gianluca Santoni – cortometraggio (2013)
- Un matrimonio da favola, regia di Carlo Vanzina (2014)
- La prima volta (di mia figlia), regia di Riccardo Rossi (2015)
- Io e lei, regia di Maria Sole Tognazzi (2015)
- Assolo, regia di Laura Morante (2016)
- Beata ignoranza, regia di Massimiliano Bruno (2017)
- Niente di serio, regia di Laszlo Barbo (2017)
- Save the Date, regia di Giuliano Giacomelli – cortometraggio (2018)
- Natale a 5 stelle, regia di Marco Risi (2018)
- Il tuttofare, regia di Valerio Attanasio (2018)

### Televisione
- I ragazzi del muretto – serie TV, 1 episodio (1991)
- Il grande fuoco, regia di Fabrizio Costa – miniserie TV, 4 episodi (1995)
- Un medico in famiglia – serie TV, 1 episodio (1998)
- In Love and War – film TV (2001)
- Edda, regia di Giorgio Capitani – miniserie TV (2005)
- Boris – serie TV, 42 episodi (2007-2010)
- Un Natale per due, regia di Giambattista Avellino – film TV (2011)
- Il fenomeno – serie TV, 1 episodio (2013)
- Ombrelloni, regia di Riccardo Grandi – sitcom, 30 episodi (2013)
- Dov'è Mario? – serie TV, 1 episodio (2016)